# 中山競馬倶楽部
中山競馬倶楽部（なかやまけいばくらぶ）は、かつて、競馬を施行していた団体で競馬倶楽部の一つ。1907年7月12日に総武競馬会として設立、改称・移転を経て、1937年6月15日に解散した。

## 沿革
河野広中らが中心となって1907年7月12日に総武競馬会が設立。
1908年10月に馬券発売が禁止され政府からの補助金が交付されることとなったのに伴い、1910年5月25日に松戸競馬倶楽部に改称、同月30日に認可を受け春季開催から競馬を始めた。
1919年に陸軍省から競馬場用地の接収の交渉を受けたのに伴い、競馬場を千葉県東葛飾郡の中山町（現 市川市）と葛飾村（現 船橋市）にまたがる地に移転、1920年1月26日に中山競馬倶楽部に改称。そして同年3月26日から中山競馬場での競馬の開催を開始した。
1923年に（旧）競馬法が公布され馬券の発売ができることとなったが、倶楽部で発生した内紛の影響により1923年秋季から1927年まで開催は行なわれず、競馬法に基づく競馬の開催は1928年1月21日から始まった。
1934年には当時東京競馬倶楽部で施行されていた東京優駿大競走に対抗する競走として、大障碍特別競走（現 中山大障害）が創設され、1936年には中山記念が創設された。
1936年12月10日に日本競馬会（現在の日本中央競馬会）が設立されたのに伴い、1937年3月から4月にかけて倶楽部主催として最後の競馬が開催され、同年6月15日に日本競馬会に統合される形で解散された。